# 西永良成
西永 良成（にしなが よしなり、1944年6月11日 - ）は、日本のフランス文学者、翻訳家。専門は、20世紀フランス文学を軸としたフランス現代思想研究。東京外国語大学名誉教授。

## 略歴
富山県生まれ。東京大学文学部仏文科卒業。
ソルボンヌ大学に留学。東京外国語大学助教授、教授。
2008年定年退職、名誉教授となり、パリ国際大学都市日本館館長。

## 栄典
- 2023年4月 瑞宝中綬章[1][2]

## 著書
※は電子書籍も刊

### 単著
- 『評伝 アルベール・カミュ』（白水社、ふらんす双書） 1976
- 『サルトルの晩年』（中公新書） 1988
- 『ふらんす語 - 対話と文法』（駿河台出版社） 1995
- 『ちょっと楽しくフランス語』（大修館書店） 1997
- 『「超」フランス語入門 - その美しさと愉しみ』（中公新書） 1998
- 『変貌するフランス - 個人・社会・国家』（日本放送出版協会〈NHKブックス〉） 1998
- 『ミラン・クンデラの思想』（平凡社選書） 1998
- 『「個人」の行方 - ルネ・ジラールと現代社会』（大修館書店） 2002
- 『激情と神秘 - ルネ・シャールの詩と思想』（岩波書店） 2006
- 『グロテスクな民主主義 / 文学の力』（ぷねうま舎） 2013
- 『小説の思考 - ミラン・クンデラの賭け』（平凡社） 2016
- 『『レ・ミゼラブル』の世界』（岩波新書） 2017
- 『カミュの言葉 - 光と愛と反抗と』（ぷねうま舎） 2018
- 『ヴィクトール・ユゴー 言葉と権力 - ナポレオン三世との戦い』（平凡社新書） 2021※
- 『ヴィクトール・ユゴー』（第三文明社） 2025※

### 編著・共編
- 『失われた手紙』（白水社）1991
- 『翻訳百年 - 外国文学と日本の近代』（原卓也、大修館書店）2000
- 『日仏翻訳交流の過去と未来』（三浦信孝, 坂井セシル、大修館書店）2014
- 『作家たちのフランス革命』（三浦信孝編著、白水社）2022※

## 翻訳
- 『人間の顔をした野蛮』（ベルナール＝アンリ・レヴィ、早川書房） 1978
- 『視覚の革命』（アラン・ジュフロワ、晶文社） 1978
- 『思想の首領たち』（アンドレ・グリュックスマン、中央公論社） 1980
- 『全体主義の誘惑』（ジャン＝フランソワ・ルヴェル、新潮社） 1981
- 『シャーロック・ホームズを訪ねたカール・マルクス』（アレクシス・ルカーユ、中央公論社） 1982 - 新書判
- 『モーツァルト』（ジャン＝ヴィクトル・オカール、白水社） 1985
- 『フロイト - シナリオ』（ジャン＝ポール・サルトル、人文書院） 1987
- 『ボーヴォワールへの手紙』（ジャン＝ポール・サルトル、人文書院） 1988
- 『正統性の精神』（ジャン・グルニエ、国文社） 1988
- 『ユダヤ人の友への手紙』（イブラーヒーム・スース、岩波書店） 1989
- 『第十一の戒律』（アンドレ・グリュックスマン、新潮社） 1992
- 『20世紀の文学批評』（ジャン＝イヴ・タディエ、山本伸一・朝倉史博共訳、大修館書店） 1993
- 『詩におけるルネ・シャール』（ポール・ヴェーヌ、法政大学出版局、叢書・ウニベルシタス） 1999
- 『夜が昼に語ること』（エクトール・ビアンシォッティ、国際言語文化振興財団） 2000
- 『ミシェル・フーコー思考集成（9） 自己 / 統治性 / 快楽 1982-83』（共訳、筑摩書房） 2001
- 『ルネ・シャールの言葉』（編訳、平凡社） 2007
- 『椿姫』（デュマ・フィス、光文社古典新訳文庫） 2008 / 角川文庫 2015※
- 『「私たちの世界」がキリスト教になったとき』 （ポール・ヴェーヌ、渡名喜庸哲共訳、岩波書店） 2010
- 『レ・ミゼラブル』全5巻（ヴィクトル・ユゴー、ちくま文庫） 2012 - 2014 / 改訂版 平凡社ライブラリー 2019 - 2020※
- 『フランス紀行』（ブノワ・デュトゥルトル、早川書房） 2014
- 『新訳 モンテ・クリスト伯』全5巻（アレクサンドル・デュマ、平凡社ライブラリー） 2024※

### ミラン・クンデラ
- 『生は彼方に』（ミラン・クンデラ、早川書房） 1978、改訂版 1995 / ハヤカワ文庫 2001
- 『笑いと忘却の書』（ミラン・クンデラ、集英社） 1992 / 集英社文庫 2013※
- 『微笑を誘う愛の物語』（ミラン・クンデラ、千野栄一・沼野充義共訳、集英社） 1992
  - 改題改訂版『可笑しい愛』（単独訳、集英社文庫） 2003
- 『別れのワルツ』（ミラン・クンデラ、集英社） 1993 / 集英社文庫 2013※
- 『裏切られた遺言』（ミラン・クンデラ、集英社） 1994 - 評論全9編
- 『緩やかさ』（ミラン・クンデラ、集英社） 1995 / 集英社文庫 2024※
- 『ほんとうの私』（ミラン・クンデラ、集英社） 1997 /「ほんとうの自分」集英社文庫 2024※
- 『無知』（ミラン・クンデラ、集英社） 2001
- 『カーテン - 7部構成の小説論』（ミラン・クンデラ、集英社） 2005
- 『存在の耐えられない軽さ』（ミラン・クンデラ、河出書房新社、『世界文学全集Ⅰ-03』） 2008
- 『出会い』（ミラン・クンデラ、河出書房新社） 2012
  - 改題改訂版『邂逅 クンデラ文学・芸術論集』（河出文庫） 2020
- 『冗談』（ミラン・クンデラ、岩波文庫） 2014※ - 原著改訂版による新訳
- 『無意味の祝祭』（ミラン・クンデラ、河出書房新社） 2015
- 『小説の技法』（ミラン・クンデラ、岩波文庫） 2016※ - 原著改訂版による新訳